# Discriminazione multipla
La discriminazione multipla si verifica quando una persona subisce simultaneamente discriminazioni basate su più caratteristiche personali, come il genere, l'etnia, l'età, la disabilità, l'orientamento sessuale, l'identità di genere o la religione.
Questa forma di discriminazione crea un'esperienza unica di esclusione e svantaggio, non completamente comprensibile se si considerano separatamente le singole forme di discriminazione.
Secondo Fredman, comprendere la discriminazione multipla è fondamentale per sviluppare politiche antidiscriminatorie efficaci e garantire una tutela adeguata alle persone che ne sono vittime.

## Tipologie di discriminazione multipla
La discriminazione multipla si manifesta principalmente attraverso due forme distinte: la discriminazione cumulativa e la discriminazione intersezionale.
La discriminazione cumulativa avviene quando un individuo subisce discriminazioni su più basi in momenti differenti o in contesti separati, con effetti che si sommano nel tempo amplificando l'impatto negativo complessivo. In questo scenario, le diverse forme di discriminazione agiscono indipendentemente l'una dall'altra, ma il loro accumulo genera un maggiore svantaggio per la persona colpita.
La discriminazione intersezionale, invece, si verifica quando le diverse basi di discriminazione interagiscono simultaneamente, creando una forma specifica di oppressione che non può essere compresa considerando separatamente ciascuna caratteristica. Questo concetto è strettamente legato all'intersezionalità, termine coniato dalla giurista statunitense Kimberlé Crenshaw, che evidenzia come le identità sociali e le relative oppressioni siano interconnesse e non possano essere analizzate isolatamente.